# Indian Super League 2019-2020
Ne doit pas être confondu avec Championnat d'Inde de football 2019-2020.
Navigation
Édition précédente Édition suivante
L'Indian Super League 2019-2020 est la 6e saison de l'Indian Super League, le championnat professionnel de football d'Inde. Comme la saison précédente, elle est composée de dix équipes.

## Les 10 franchises participantes
En raison de problèmes financiers Pune City est remplacé par Hyderabad FC.
Dehli Dynamos déménage à Bhubaneswar et se renomme, Odisha Football Club.

### Carte
| \| Atlético de Kolkata Bengaluru FC Chennaiyin FC FC Goa Jamshedpur FC Kerala Blasters FC Mumbai City FC NorthEast United FC Hyderabad FC Odisha FC \| Localisation des clubs de l'Indian Super League 2018-2019 |
| Atlético de Kolkata Bengaluru FC Chennaiyin FC FC Goa Jamshedpur FC Kerala Blasters FC Mumbai City FC NorthEast United FC Hyderabad FC Odisha FC                                                                 |

### Participants
| Atlético Kolkata | Kolkata, West Bengal  | Rabindra Sarobar Stadium           | Steve Coppell    |
| Bengaluru FC     | Bangalore, Karnataka  | Sree Kanteerava Stadium            | Carles Cuadrat   |
| Chennaiyin       | Chennai, Tamil Nadu   | Jawaharlal Nehru Stadium           | John Gregory     |
| Odisha FC        | Bhubaneswar, Odisha   | Kalinga Stadium                    | Josep Gombau     |
| FC Goa           | Margao, Goa           | Fatorda Stadium                    | Sergio Lobera    |
| Jamshedpur FC    | Jamshedpur, Jharkhand | JRD Tata Sports Complex            | César Ferrando   |
| Kerala Blasters  | Kochi, Kerala         | Jawaharlal Nehru Stadium           | David James      |
| Mumbai City      | Mumbai, Maharashtra   | Mumbai Football Arena              | Jorge Costa      |
| NorthEast United | Guwahati, Assam       | Indira Gandhi Athletic Stadium     | Eelco Schattorie |
| Hyderabad FC     | Hyderabad, Telangana  | G. M. C. Balayogi Athletic Stadium | Phil Brown       |

## Saison régulière
| Rang | Équipe              | Pts | J  | G  | N | P  | Bp | Bc | Diff |
| ---- | ------------------- | --- | -- | -- | - | -- | -- | -- | ---- |
| 1    | FC Goa              | 39  | 18 | 12 | 3 | 3  | 46 | 23 | +23  |
| 2    | Atlético de Kolkata | 34  | 18 | 10 | 4 | 4  | 33 | 16 | +17  |
| 3    | Bengaluru FC        | 30  | 18 | 8  | 6 | 4  | 22 | 13 | +9   |
| 4    | Chennaiyin FC       | 29  | 18 | 8  | 5 | 5  | 32 | 26 | +6   |
| 5    | Mumbai City FC      | 26  | 18 | 7  | 5 | 6  | 25 | 29 | -4   |
| 6    | Odisha FC           | 25  | 18 | 7  | 4 | 7  | 28 | 31 | -3   |
| 7    | Kerala Blasters FC  | 19  | 18 | 4  | 7 | 7  | 29 | 32 | -3   |
| 8    | Jamshedpur FC       | 18  | 18 | 4  | 6 | 8  | 22 | 35 | -13  |
| 9    | NorthEast United FC | 14  | 18 | 2  | 8 | 8  | 16 | 30 | -14  |
| 10   | Hyderabad FC        | 10  | 18 | 2  | 4 | 12 | 21 | 39 | -18  |

- Franchise qualifiée pour les séries éliminatoires

## ISL Cup

### Règlement
Les demi-finales se déroulent par match aller-retour, avec le match retour chez l'équipe la mieux classée. La règle du but à l'extérieur est introduite. Ainsi, en cas d'égalité de buts à l'issue des deux matchs, l'équipe qui aura inscrit le plus de buts à l'extérieur se qualifie. Sinon, une prolongation de deux périodes de 15 minutes a alors lieu pour départager les équipes. Quel que soit le nombre de buts inscrits en prolongation, si les deux équipes restent à égalité, une séance de tirs au but a lieu.
La finale se déroule en un seul match, avec prolongations et tirs au but pour départager si nécessaire les équipes.

### Tableau
|  | Demi-finales           | Demi-finales           | Demi-finales           | Demi-finales           |               |               | Finale       | Finale       | Finale       | Finale       |
|  |                        |                        |                        |                        |               |               |              |              |              |              |
|  | 29 février-7 mars 2020 | 29 février-7 mars 2020 | 29 février-7 mars 2020 | 29 février-7 mars 2020 |               |               | 14 mars 2020 | 14 mars 2020 | 14 mars 2020 | 14 mars 2020 |
|  | FC Goa                 | FC Goa                 | 1                      | 4                      |               |               | 14 mars 2020 | 14 mars 2020 | 14 mars 2020 | 14 mars 2020 |
|  | FC Goa                 | FC Goa                 | 1                      | 4                      |               |               | 14 mars 2020 | 14 mars 2020 | 14 mars 2020 | 14 mars 2020 |
|  | Chennaiyin FC          | Chennaiyin FC          | 4                      | 2                      |               |               | 14 mars 2020 | 14 mars 2020 | 14 mars 2020 | 14 mars 2020 |
|  | Chennaiyin FC          | Chennaiyin FC          | 4                      | 2                      | Chennaiyin FC | Chennaiyin FC | 1            | 1            |              |              |
|  | 1-8 mars 2020          |                        |                        |                        | Chennaiyin FC | Chennaiyin FC | 1            | 1            |              |              |
|  |                        |                        | Atlético de Kolkata    | Atlético de Kolkata    | 3             | 3             |              |              |              |              |
|  | Bengaluru FC           | Bengaluru FC           | Atlético de Kolkata    | Atlético de Kolkata    | 3             | 3             | 1            | 1            |              |              |
|  | Bengaluru FC           | Bengaluru FC           |                        |                        |               |               |              | 1            |              |              |
|  | Atlético de Kolkata    | Atlético de Kolkata    | 0                      | 3                      |               |               |              |              |              |              |
|  | Atlético de Kolkata    | Atlético de Kolkata    | 0                      | 3                      |               |               |              |              |              |              |

- Le champion FC Goa est qualifié pour la Ligue des champions de l'AFC 2021.
- Atlético de Kolkata et Bengaluru FC sont qualifiés pour la Coupe de l'AFC 2021.

## Distinctions personnelles
Le franco-marocain Hugo Boumous est élu meilleur joueur du championnat.